# Король
Коро́ль (лат. rex, фр. roi, итал. re, англ. king, нем. König, швед. kung) — титул монарха. Глава королевства. Обычно наследственный, но иногда выборный. Неправящий муж царствующей королевы называется принц-консорт.
Короле́ва (лат. regina, фр. reine, итал. regina, англ. queen, нем. Königin, швед. drottning) — титул супруги царствующего короля (королева-консорт) или царствующий монарх королевства, если этим титулом облечена особа женского пола (царствующая королева). Титул королевы, как правило, сохраняется за вдовами умерших королей; в таком случае он видоизменяется и звучит как «вдовствующая королева» либо, в соответствующих обстоятельствах, как «королева-мать».

## Этимология
В русском языке слово «король» (как и пол. król, чеш. král, серб. кра̑љ, болг. крал, ст.‑слав. Краль) происходит от поздне-праславянского *korlјь, которое является славянской адаптацией имени короля франков Карла Великого или его деда, майордома Карла Мартелла. Менее вероятны версии происхождения от прагерманского *karlja-, *karlaz («свободный человек») или от славянского карати (наказывать).
При этом в большинстве европейских языков используется заимствованное из латинского слово rex и производные романоязычные термины «рекс»-«руа»-«регис» (более древние по происхождению и значащие «правитель»). Французское roi, румынское rege, испанское rey происходят от латинского титула rex («король», «царь»), которым звали правителей Древнего Рима в дореспубликанский период. Это слово считается производным от праиндоевропейского *h₃rḗǵs («царь, вождь»), из которого также происходят хинди राजा раджа («царь, князь»), санскр. राजन् раджан (так же), цыганское rai («человек, цыган-путешественник»), ирландское rí («король, царь»).
Являясь заимствованием для славянских языков, слово «король», как правило, отождествляется с западноевропейской монархической традицией. В Европе до 1533 года титул короля даровался папой римским, что де-факто признавалось и православными монархами.
Единственными представителями восточнославянской государственности, официально носившими титул короля, были Ярополк Изяславич (коронован папой римским Григорием VII 17 апреля 1075), Даниил Романович Галицкий и его потомки, а также Миндовг, правитель преимущественно восточнославянского по населению Великого княжества Литовского, которые получили право на королевский титул от папы римского Иннокентия IV.
В книжной традиции закрепился обычай нехристианским правителям и монархам древности, а также монархам вне Европы, независимо от христианства, давать титул «царь» (например, цари Древнего Египта, Древней Греции, цари Армении, Грузии и др.), или оставлять титулы, используемые их культурами, такие как эмир, султан, ван, хан, шах, малик и проч. (при условии не слишком «экзотического» их звучания). Но есть и исключения, например, Королевство вандалов и аланов в северной Африке, Иерусалимское королевство, Киликийское армянское королевство.
Однако в XX столетии при заметном участии англоязычной культуры ряд вновь появившихся государств стал именоваться «королевствами» и в русском языке, за исключением Японии, где монарх носит титул «император», Кувейта и Катара, где он именуется «эмир», Омана и Брунея, где он именуется «султан», а также многих несуверенных государств. Примерами могут служить короли Саудовской Аравии, Иордании, Марокко, которые по-арабски титулуются маликами.

## Королевская власть в Европе
Власть короля была выше княжеской и герцогской. Он был главным военачальником и представителем государства извне, посылал и принимал послов, заключал союзы и мир (впрочем, изначально с согласия народного собрания). На короля смотрели как на верховного судью и защитника мира, имеющего высшую судебную и полицейскую власть и назначающего в отдельные области правителей (например, графов). Когда в V и VI веках н.э. на развалинах Римской империи начали слагаться варварские королевства, то народное собрание в них утратило свое значение и превратилось лишь в парадную церемонию; короли старались прибрать к своим рукам, через чиновников, областное управление и суд, называли себя представителями Бога на земле. Однако развитие феодализма привело к тому, что королевская власть должна была поделиться своей силой с другими элементами слагавшихся политических организмов. Могущественная монархия первых Каролингов (VIII—IX вв.) была плодом временных потребностей и в значительной степени насилия. Ни личные таланты государей, ни реформы, ни императорская корона, ни союз с церковью не спасли Каролингскую монархию от напора мелких территориальных властей, частных интересов и личных прав, враждебных сосредоточению власти и государственному единству. Феодализация беспрерывно дробила королевскую власть и к началу XI века король стал среди феодалов только «первым среди равных» (primus inter pares). Особенно бессильной королевская власть была в Х—XII веках, в период расцвета феодальной раздробленности. 

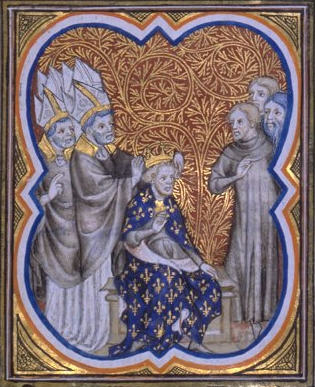
Коронация Людовика VI Толстого. Миниатюра из «Больших французских хроник»

Однако начиная с Людовика Толстого (правил в 1108—1137 годах), французские Капетинги, мало-помалу округляя свои наследственные земли, стягивали в свои руки элементы государственной власти. Они начали предъявлять широкие требования, оправдывая их идеями легистов и прикрывая авторитетом духовенства; феодальная Франция превращалась в союз самостоятельных сословий, с королем во главе. В XIV и XV веках французский король — уже не феодальный сюзерен, а монарх, объединяющий страну при посредстве сословно-представительных учреждений. Генеральные штаты почти добровольно наделили короля полнотой верховной власти, когда в 1439 году отказались от права утверждать налоги.  

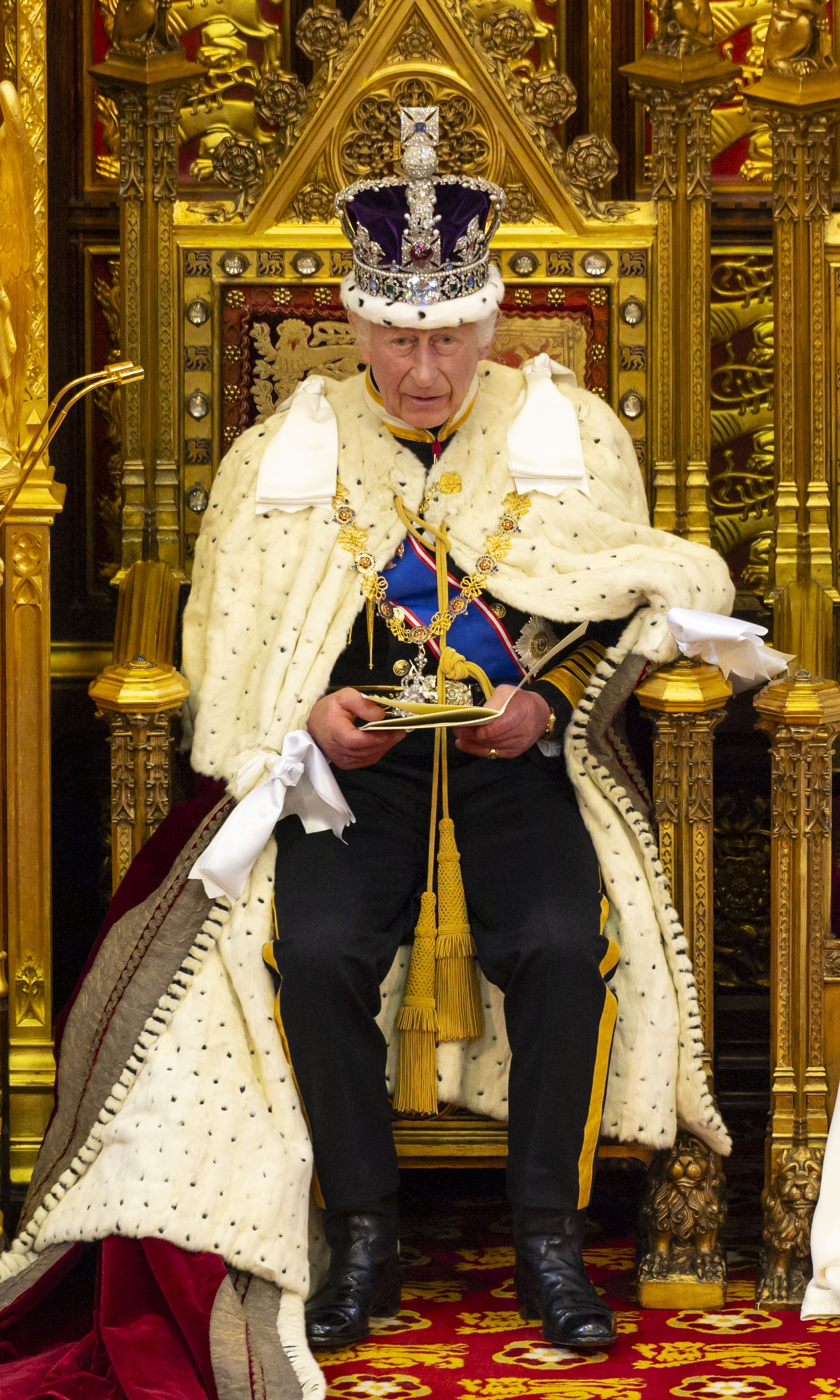
Король Великобритании Карл III во время церемонии открытия парламента (2024 год)

Возвышение королевской власти происходило в течение нескольких веков, и к XVI веку она окрепла до степени абсолютизма почти во всей Европе. В континентальной Европе (кроме Речи Посполитой) королевская власть окончательно перестала быть феодальной или сословной. Только с середины XVIII века королевский абсолютизм, ничего не уступая из своего всемогущества, изменил несколько свой характер, так как королевская власть на время стала во главе просветительного движения и пыталась сама пересоздать «старый порядок». Это дало королевскому абсолютизму того времени название просвещенного. В Англии римские идеи о верховной власти государя всегда были слабее, чем где-либо; политическая сторона феодализма не получила полного развития, рознь сословий не обострялась так, как на материке, и потому самоуправление местное и государственное постепенно отвоевывало свои права, ограничивая королевскую власть и юридически, и фактически. К исходу XVII века английский парламент, после долгой и ожесточенной борьбы со Стюартами, окреп и стал первенствующим носителем верховной власти.
После Великой французской революции английские представительные учреждения стали образцом для всей Европы, и в XIX веке конституционная монархия стала в Европе общераспространенной. Король стал лишь главой исполнительной власти, но принимал некоторое участие и в законодательстве.

## Список современных королей и королев
- Европа
  - Карл III, король Великобритании (имеет королевский титул в 15 государствах Содружества Наций)
  - Фредерик X, король Дании
  - Карл XVI Густав, король Швеции
  - Филипп VI, король Испании
  - Виллем-Александр, король Нидерландов
  - Харальд V, король Норвегии
  - Филипп, король Бельгии
- Азия
  - Маха Вачиралонгкорн, король Таиланда
  - Джигме Кхесар Намгьял Вангчук, король Бутана
  - Салман, король Саудовской Аравии
  - Абдалла II, король Иордании
  - Ибрагим Исмаил, король Малайзии
  - Хамад ибн Иса Аль Халифа, король Бахрейна
  - Нородом Сиамони, король Камбоджи
- Африка
  - Мсвати III, король Эсватини
  - Летсие III, король Лесото
  - Мухаммед VI, король Марокко
- Океания
  - Тупоу VI, король Тонга